# Carlo Lucarelli
Pour les articles homonymes, voir Lucarelli.
Carlo Lucarelli (né le 26 octobre 1960 à Parme) est un écrivain, scénariste, journaliste et animateur télévisé italien. Il est connu essentiellement pour ses romans policiers mettant en scène le commissaire De Luca et les inspecteurs Coliandro et Grazia Negro.

## Biographie
Carlo Lucarelli a fait ses débuts littéraires en 1990 avec le roman Carte blanche (Carta bianca), le premier d'une longue série de romans noirs. Son best-seller Almost Blue a été adapté au cinéma par Alex Infascelli en 2000. En 2001, Laura de Rimini (Laura di Rimini) a également été remarqué. En 2008, il a publié un roman historique, La Huitième Vibration (La ottava vibrazione). Il a été récompensé par de nombreux prix littéraires. En 2010, il écrit un roman à deux mains avec Andrea Camilleri : Meurtre aux poissons rouges (Acqua in bocca (it)).
Il a collaboré avec Dario Argento sur le scénario du film Le Sang des innocents (Non ho sonno, 2001).
Il appartient à la tradition du journalisme d'investigation italien. Il écrit pour divers journaux ou magazines (Il Manifesto, L'Europeo, Il Messaggero, L'Unità, La Repubblica XL (it)).
À la télévision, il a écrit un programme animé par Adriano Celentano. Il a lui-même animé l'émission Blu notte à partir de 1998. En 2006, il a imaginé le téléfilm L'ispettore Coliandro. En 2008 est passée une série de quatre films tirée des aventures du commissaire De Luca.
En bande dessinée, il a signé le sujet du no 153 de Dylan Dog (La Route vers le rien, La strada verso il nulla).
Il a écrit le scénario de nombreux spectacles de fêtes médiévales représentées à Castrocaro et à Brisighella.
Il a fondé le « Groupe 13 » (Gruppo 13), une association d'écrivains de romans policiers d'Émilie-Romagne et s'occupe de la revue sur Internet « Incubateur 16 » (Incubatoio 16). Il enseigne l'écriture créative à l'école Holden de Turin et dans la prison Due Palazzi de Padoue.
En 2012, il a participé au disque Noi siamo il club (it) du groupe Club Dogo, qui sera certifié disque de platine en mars 2013.

## Œuvres en français

### SérieCommissaire De Luca
- Carte blanche suivi de L'Été trouble (1999), Gallimard, Série noire (no 2549), 1999
- Via Delle Oche (1999), Gallimard, Série noire (no 2555), 1999
- Une affaire italienne (2021), Métailié
- Péché mortel (2023), Métailié

### SérieInspecteur Coliandro
- Phalange armée (1996), Gallimard, Série noire (no 2441), 1996
- Le Jour du loup (1997), Gallimard, Série Noire (no 2482), 1998

### SérieInspecteur Grazia Negro
- Almost Blue (1997), Gallimard, La Noire, 2001
- Loup-garou (2003), Gallimard, Série noire (no 2683), 2003
- L'Iguane (2025), Métailié

### SérieCapitaine Colaprico
- Albergo Italia (2016), Métailié
- Le Temps des hyènes (2018), Métailié

### Autres romans
- Enquête interdite (1993), Fayard, Fayard Noir, 2005
- Guernica (1998), Gallimard, La Noire, 1998
- L'Île de l'Ange déchu (2002), Gallimard, La Noire, 2002
- Laura de Rimini (2003), Gallimard, Série noire (no 2682), 2003
- La Huitième vibration (2008), Métailié (Bibliothèque italienne), 2010

## Filmographie
- 2022 : Occhiali neri de Dario Argento

## Dans la fiction
Lucarelli est un personnage de bande dessinée dans la série Cornelio: Delitti d'autore publiée par Star Comics.
Il apparaît également dans le tome 15 de la BD Lilith de Luca Enoch aux éditions Bonelli, éditée en France par les éditions Swikie.